# Wegloop
Wegloop is een Nederlandstalige jeugdroman, geschreven door Paul Biegel en uitgegeven in 2005 bij Uitgeverij Lemniscaat in Rotterdam. De eerste editie van het boek, dat het laatste werk van Biegel is dat tijdens zijn leven uitkwam, werd gepubliceerd in samenwerking met het tijdschrift Kidsweek.